# Bohinjska Češnjica
Bohinjska Češnjica é uma vila localizada no município de Bohinj na Eslovênia. Possuía uma população estimada de 330 habitantes em 2020.